# Geremia (Michelangelo)

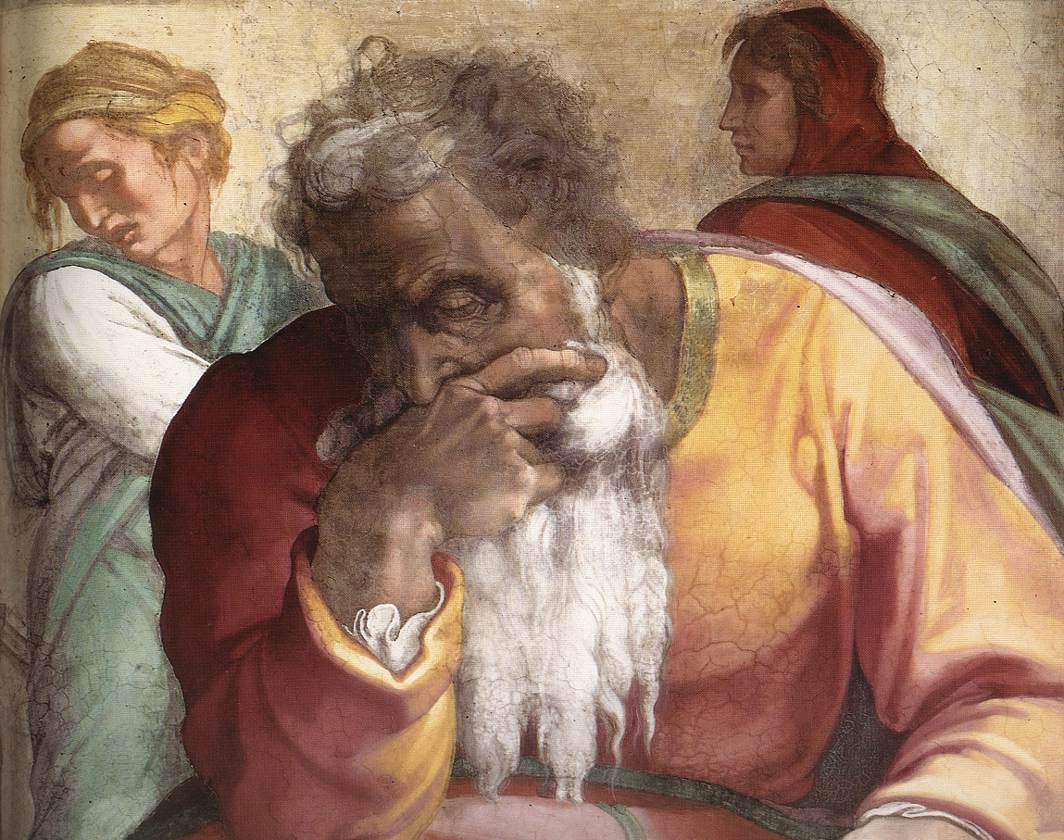
Dettaglio

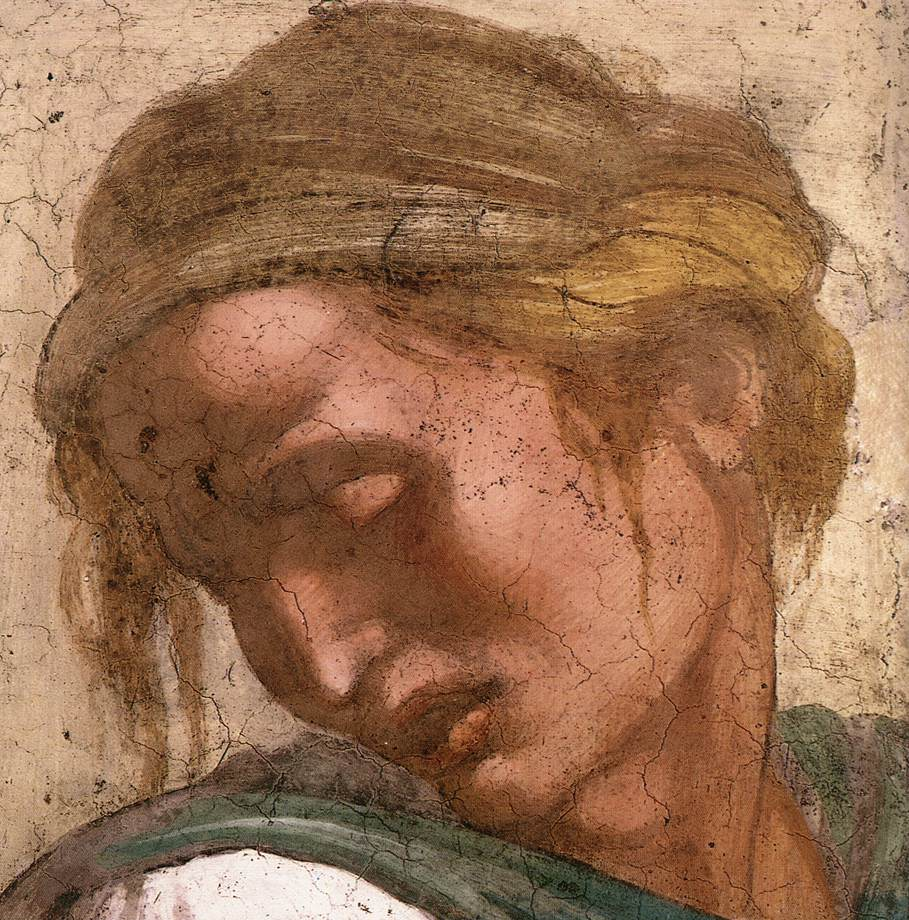
Dettaglio

Il profeta Geremia (390x380 cm) venne affrescato da Michelangelo Buonarroti nel 1512 circa e fa parte della decorazione della volta della Cappella Sistina, nei Musei Vaticani a Roma, commissionata da Giulio II.

## Storia
Nel dipingere la volta, Michelangelo procedette dalle campate vicino alla porta d'ingresso, quella usata durante i solenni ingressi in cappella del pontefice e del suo seguito, fino alla campata sopra l'altare. Geremia quindi, che si trova nella nona campata a partire dalla porta, fu una delle ultime figure ad essere dipinte, entro l'ottobre 1512.
La figura richiese quattordici "giornate" d'affresco.

## Descrizione e stile
Geremia fa parte della serie dei Veggenti, collocati su ampi troni architettonici sui peducci. Ognuno di essi è affiancato da un paio di giovani assistenti e sta in un grande scranno marmoreo, tra due plinti con finti altorilievi di putti a coppie, in varie posizioni. Il loro nome è scritto (in questo caso HIEREMIAS) in tabelle sotto la piattaforma che fa da base al trono, rette da un putto.
Geremia è rappresentato come una figura energica che amplifica in crescendo l'attività psichica dei Profeti all'avvicinarsi verso l'altare, dalla calma meditazione di Zaccaria sopra la porta, fino allo sconvolgimento nel pieno del furor profetico di Giona.
Quella di Geremia è una cupa desolazione, oppresso da una dolorosa consapevolezza di nefasti presagi. Nel Libro di Geremia infatti si legge come avverranno tempi di scelleratezza e lontananza degli uomini da Dio, che verranno però superati con una nuova alleanza, che prefigura quindi la venuta di Cristo, nonché la fine dei tempi (seconda venuta), a cui allude anche la vicina scena della Separazione della luce dalle tenebre, prefigurazione della separazione dei giusti dai malvagi durante il Giudizio Universale.
Il profeta piega in avanti il busto e poggia la testa su una mano col gomito appoggiato sul ginocchio, a ginocchia divaricate coi robusti piedi intrecciati, come a cercar spazio per le possenti gambe. L'espressione è cupa, come anche la tonalità del volto rugoso e dalla barba e capigliatura canuta, in cui qualcuno ha voluto riconoscere un possibile autoritratto di Michelangelo.
Gli assistenti, caso unico nella volta, non sono due fanciulli, ma due persone adulte vestite in abiti contemporanei, forse due ritratti degli assistenti dell'artista, a cui non è però possibile attribuire una specifica identità. Sono un uomo con mantello e cappuccio rosso scuro e una donna con una tunica bianca e una veste verde chiaro. L'espressione della donna in particolare è grave e luttuosa, di forte espressività. L'altro personaggio è oggi frutto di una ridipintura dopo una caduta dell'intonaco, in cui si perse anche una parte della capigliatura del profeta.

## Omaggi
In occasione del quarto centenario della morte di Michelangelo Buonarroti, il 16 giugno 1964, le Poste Vaticane hanno dedicato a questo affresco un francobollo da 90 lire.

## Galleria d'immagini

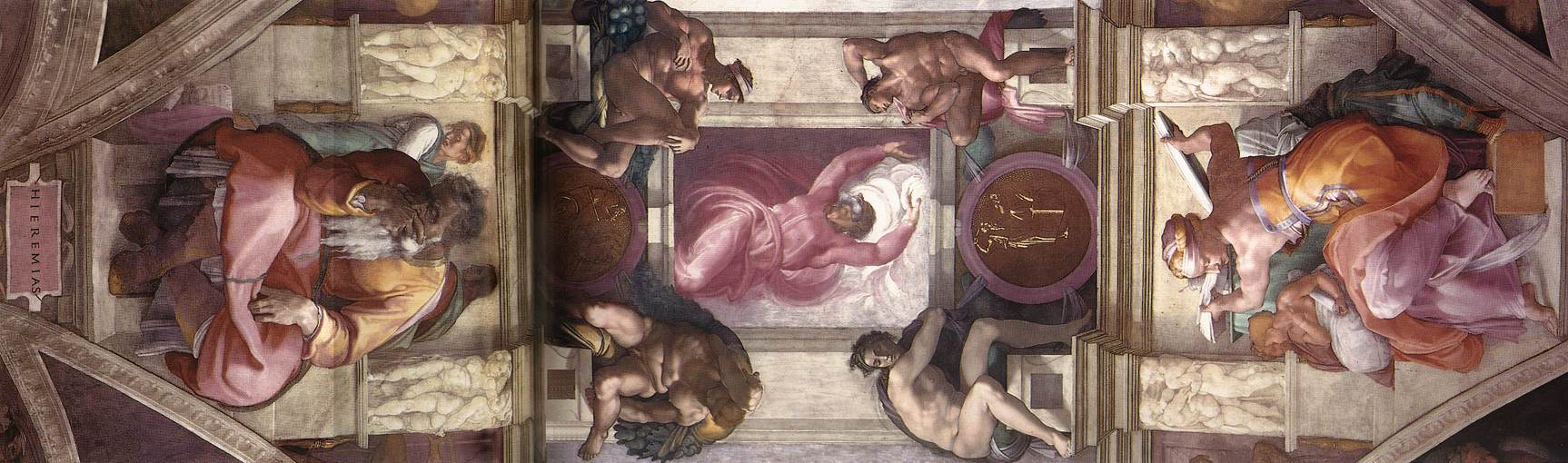
La nona campata
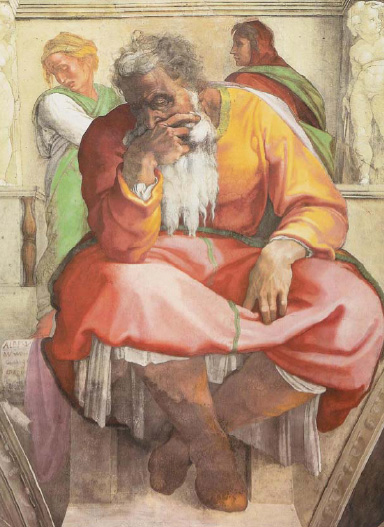
Dettaglio
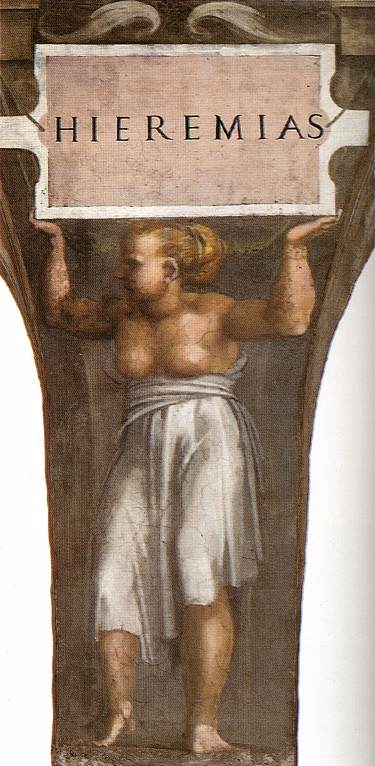
Putto reggitarga